# Patrick Watier
Pour les articles homonymes, voir Watier.
Patrick Watier  est un sociologue français, professeur à l'Université de Strasbourg.

## Biographie
Patrick Watier est spécialiste de la sociologie allemande, en particulier de la sociologie compréhensive et de l'œuvre de Georg Simmel auquel il a consacré plusieurs travaux. Ses recherches portent également sur l'épistémologie des sciences sociales. Il a collaboré à l'édition du tome 19 des Œuvres complètes de Simmel chez Suhrkamp Verlag.

## Controverse
Patrick Watier, absent lors de la soutenance, a fait partie du jury de la thèse controversée de sociologie soutenue en 2001 à la Sorbonne par l'astrologue Élizabeth Teissier.

## Œuvres
- (dir.), Georg Simmel. La Sociologie et l'expérience du monde moderne, Méridiens Klincksieck, « Sociétés », Paris, 1986.
- avec F. Steudler (dir.), Interrogations et parcours sociologiques, Méridiens Klincksieck, « Sociétés », Paris, 1991.
- avec O. Rammstedt (dir.), Georg Simmel et les Sciences Humaines, Méridiens Klincksieck, « Sociétés », Paris, 1992.
- La Sociologie et les représentations de l'activité sociale, Méridiens-Klincksieck/Masson, « Sociétés », Paris, 1996.
- Le Savoir sociologique, Desclée De Brouwer, « Sociologie du quotidien », Paris, 2000.
- avec L. Deroche-Gurcel (dir.) , La Sociologie de Georg Simmel (1908). Éléments de modélisation sociale, PUF, « Sociologies », Paris, 2002.
- Une introduction à la sociologie compréhensive, Circé, Belfort, 2002.
- Simmel sociologue, Circé/Poche, Belval, 2003.
- Éloge de la confiance, Belin, Paris, 2008.